# Sam Saletta
Sam Saletta (Stillwater, 1º ottobre 1984) è un attore statunitense.

## Biografia
È conosciuto come attore ed è celebre per aver partecipato a Piccole canaglie (1994), Elfen Lied (2004) e Riflessi di paura (2008).
Il suo esordio risale al 1993, quando a soli nove anni ha preso parte ad un episodio della serie TV ABC Afterschool Specials. Successivamente, ha interpretato diversi ruoli in molte serie televisive e film per la televisione, tra i quali vanno ricordati Beverly Hills, 90210 (1997), Rocket Power - E la sfida continua... (1998-2002) e Settimo cielo (1997-2001).

## Filmografia
- ABC Afterschool Specials, serie TV (S22 E1) (1993)
- Persone scomparse, serie TV (S1 E4) (1993)
- Piccole canaglie, regia di Penelope Spheeris (1994)
- Tough Target, serie TV (1 episodio) (1995)
- Henry: Portrait of a Serial Killer, Part 2, regia di Chuck Parello (1996)
- Reflections from the Heart of a Child, film TV (1996)
- Beverly Hills, 90210, serie TV (S7 E22-23) (1997)
- Ragazzi e ragazze, regia di  Rory Kelly (1998)
- More Tales of the City, serie TV (S1 E2) (1998)
- Amore a doppio senso, regia di Dan Ireland (1998)
- Due gemelle per un papà, regia di Alan Metter (1998)
- Dreamers, regia di Ann Lu (1999)
- Il tocco di un angelo, serie TV (S5 E24) (1999)
- Saiyuki - La leggenda del demone dell'illusione, serie TV (S1 E20) (2001)
- Settimo cielo, serie TV (6 episodi) (1997-2001)
- Malcolm, serie TV (S3 E2) (2001)
- I ragazzi della 402, serie TV (14 episodi) (2000-2001)
- Najika dengeki sakusen, serie TV (S1 E9) (2001)
- As Told by Ginger, serie TV (S2 E3) (2002)
- George Lopez, serie TV (S1 E2) (2002)
- Rocket Power - E la sfida continua..., serie TV (27 episodi) (1998-2002)
- Today You Are a Fountain Pen, cortometrggio (2002)
- The Jersey, serie TV (S3 E3) (2002)
- Giudice Amy, serie TV (S4 E11) (2002)
- I Rugrats, serie TV (S9 E7) (2003)
- E.R. - Medici in prima linea, serie TV (S9 E15) (2003)
- King of the Hill, serie TV (S3-4-7 E2-9-23) (1998-2003)
- Esu azawaizu, serie TV (S1 E10-12-22-23) (2003)
- Sakigake!! Cromartie Kôkô, serie TV (S1 E6-10-20) (2003-2004)
- Gantz, serie TV (S1 E3) (2004)
- Elfen Lied, serie TV (S1) (2004-2005)
- Riflessi di paura, regia di Alexandre Aja (2008)